# Il cimitero cinese
Il cimitero cinese è un romanzo breve di Mario Pomilio, pubblicato per la prima volta nel 1969.
L'opera è stata tradotta in inglese.

## Tempo, luogo e personaggi
La vicenda si svolge circa quattro anni dopo la fine della seconda guerra mondiale; l'ambientazione è collocata in Francia, nei pressi di Dunquerque; i personaggi sono due giovani di vent'anni, un italiano di Pisa, narratore anonimo, e una tedesca di nome Inge; sono studenti universitari a Bruxelles.

## Trama
Uno studente italiano a Bruxelles viene invitato da una coetanea tedesca a fare insieme una gita in Francia. Lei, Inge, ha noleggiato un'automobile. I due si conoscono appena, ma il giovane sa che Inge si sente isolata volutamente dai compagni di studi perché tedesca, quindi automaticamente classificata tra i nemici del conflitto da poco concluso.
Sulle prime, il giovane non attribuisce troppa importanza a quanto gli ha detto Inge e ritiene che tali pensieri siano frutto di ipersensibilità. Invece, giunti alla frontiera francese, i due sono trattati in modo assurdamente ostile dai doganieri (il ragazzo si vede sequestrati alcuni pacchetti di sigarette e deve pagare una multa per riaverli). Le parole dei doganieri non lasciano dubbi: una tedesca e un italiano sono definiti "maiali".
Anche alla locanda in cui vanno a pernottare, la proprietaria si irrigidisce non appena si rende conto delle loro nazionalità; eppure inizialmente li aveva accolti in modo affabile, credendoli belgi. Questi atti gratuiti fanno ricordare al giovane un massacro avvenuto nella sua Pisa, durante l'occupazione tedesca. Egli non ne parla, per non turbare l'amica, ma lei stessa si ribella a tanto odio e disprezzo, ricordando che la sua città è andata distrutta dai bombardamenti con troppe vittime innocenti.
Il giorno seguente, la situazione sembra senza via d'uscita perché i due giovani, in una passeggiata al mare, trovano i bunker tedeschi, quindi una casetta nei pressi di un cimitero. Dalla casetta esce un ragazzo terrorizzato, rovinato per sempre nella mente dalle conseguenze di un rastrellamento, nel corso del quale è stato torturato. La madre del ragazzo ha perso il figlio maggiore negli stessi fatti e trova doloroso vivere accanto alle tombe dei caduti di quella rappresaglia. E i giovani devono andarsene ancor più sconvolti.
Così, senza più una meta, i due arrivano d'improvviso al cimitero cinese, in cui un anziano custode innaffia i bellissimi fiori che lui stesso ha piantato e mantiene accesa la lampada votiva posta davanti a un piccolo tempio. Rasserenati dalla bellezza e dalla pace del luogo, i due giovani chiedono al custode di spiegare loro la storia del cimitero.
Durante la prima guerra mondiale, moltissimi cinesi furono arruolati nelle forze armate britanniche, a parole con incarichi di retrovia, in pratica, come truppe di prima linea. Morirono quasi tutti e la maggior parte non fu ritrovata, per avere almeno una tomba. Quelli che ebbero sepoltura, furono in seguito vegliati dal custode, uno dei pochi sopravvissuti.
Allora il giovane chiede al custode se questi prova odio verso i tedeschi, che massacrarono i suoi compagni. Ma l'uomo scuote le spalle e dice che era la guerra e, in fondo, ha visto morire tanti e tanti tedeschi.
E finalmente nell'animo inasprito di Inge entra un messaggio, quel messaggio di compassione di cui ha tanto bisogno. E allora può piangere sul destino atroce del suo Paese, sulle persone care che ha perduto. E può aprirsi a un futuro che ha in serbo gioie, oltre che dolori.

## Edizioni
- Mario Pomilio, Il cimitero cinese; L'uccello nella cupola; Il testimone; Il nuovo corso, Milano, Rizzoli, 1969.
- Mario Pomilio, Il cimitero cinese, Milano, Rusconi, 1979.
- Mario Pomilio a cura di Gabriella Fiocco, Il cimitero cinese (con Ritorno a Cassino), Termoli, Marcello Ferri, 1985.
- Mario Pomilio, Il cimitero cinese, Roma, Edizioni Paoline, 1988.
- Mario Pomilio, Il cimitero cinese, Torino, Mondadori-De Agostini, 1995.
- a cura di Federico Francucci introduzione di Fabio Pierangeli, Il cimitero cinese: con i racconti Ritorno a Cassino e l'inedito I partigiani, Roma, Edizioni Studium, 2013.